# Gösta Schotte
Gustaf (Gösta) Yngve Schotte, född den 5 december 1897 i Älvkarleby församling, Uppsala län, död den 29 januari 1981 i Eda församling, Värmlands län, var en svensk företagsledare. Han var far till Lennart Schotte.
Schotte genomgick Örebro tekniska elementarskola 1915–1918. Han var assistent vid Skoghalls bruk, Uddeholmsbolaget, 1918–1920, driftsingenjör vid Nensjö cellulosaaktiebolag 1920–1925, överingenjör 1926–1931 och disponent och verkställande direktör 1931–1960 vid Åmotfors pappersbruk. Schotte var även verkställande direktör vid Bäckhammars bruk 1931–1946 och vid Sundshagsfors kraftaktiebolag 1939–1961 samt disponent vid Kolsäters aktiebolag 1935–1937. Bland hans många allmänna och enskilda uppdrag kan nämnas att han var ledamot av Karlstads domkapitel. Schotte blev riddare av Vasaorden 1946 och kommendör av samma orden 1961. Han vilar på Eda gamla kyrkogård.